# Saint-Michel (Ariège)
Saint-Michel is een plaats in Frankrijk, gelegen in het departement Ariège in de regio Occitanie. Er zijn 77 inwoners (2009).

## Demografie
Onderstaande figuur toont het verloop van het inwoneraantal van Saint-Michel vanaf 1962.
Vanwege een beveiligingsprobleem met de MediaWiki Graph-software is het momenteel niet mogelijk deze grafiek weer te geven. Zodra de software is bijgewerkt zal de grafiek vanzelf weer zichtbaar worden.
Bron: Frans bureau voor statistiek. Cijfers inwoneraantal volgens de definitie population sans doubles comptes (zie de gehanteerde definities)
1. ↑  Populations de référence 2022.